# Trois sociétés primitives de Nouvelle-Guinée
Trois sociétés primitives de Nouvelle-Guinée est un essai anthropologique de Margaret Mead paru en 1935 en anglais sous le titre Sex and temperament in three primitive societies. L'anthropologue américaine y étudie trois tribus de Nouvelle-Guinée, les Arapesh, les Mundugumor et les Chambuli. Il a été traduit en français dans un ouvrage de 1963 intitulé Mœurs et sexualité en Océanie, lequel contient un autre essai de l'auteur quant à lui daté de 1928, Adolescence à Samoa. 
Par une méthode d'observation participante qui s'inscrit dans l'approche anthropologique de l'étude relativiste des cultures, Margaret Mead étudie et compare les trois sociétés et ses pratiques. Les Arapesh, tribu dans laquelle les tempéraments sont peu différenciés, pour l’un et l’autre des deux sexes, les qualités valorisées sont la douceur et la sensibilité. Les enfants sont élevés sans distinction de sexe. Il y a dans cette société une valorisation pour les deux sexes des qualités dites féminines dans les sociétés occidentales. Chez les Mundugumors, Mead observe également peu de distinction entre les sexes, cependant les caractères valorisés sont celles dites masculines dans les sociétés occidentales : l'agressivité, la virilité, la combativité, la concurrence. Enfin chez les Chambuli, est observée une différenciation en termes d’éducation et de comportement mais les femmes ont les fonctions économiques, alors que les hommes s’occupent des cérémoniaux, des danses, des rituels.
Ces études sont révolutionnaires car elles remettent en cause le lien entre le sexe et le tempérament, dénaturalisant des caractères intégrées dans les sociétés occidentales selon lesquelles les femmes sont douces, aimantes, et les hommes sont actifs, forts, agressifs ; et amorçant les études de genre.[réf. nécessaire]